# Idioma palikur
El idioma palikur (en portugués Palikúr) es una lengua arawak hablada en Brasil y Guyana Francesa. Es la única lengua de la rama arawak oriental.